# Clan (computerspelterm)
Een gaming clan (of guild, van het Engelse woord voor gilde) is een groep mensen die regelmatig met elkaar online een computerspel spelen. De grootte van deze groeperingen varieert van clans van over de 1000 personen met een grote hiërarchie en vele spellen die ondersteund worden tot kleine groepjes mensen die alleen maar actief zijn in 1 spel.
Er zijn clans die alleen uit vrienden bestaan (meestal kleinere clans van 5-20 personen) en echt professionele clans. Met een clan kan men meedoen aan cups, en zo zelfs geldprijzen winnen. Het gebeurt ook dat meerdere gamers (in clanverband) samen naar LAN's gaan.
Er zijn clans voor vrijwel elk spel denkbaar. Dit geldt voornamelijk voor first person shooters, massively multiplayer online games, rollenspellen en strategiespellen.

## Structuur van een clan
Het komt veel voor dat er een zekere structuur of hiërarchie binnen een clan is. Bijna elke clan wordt bestuurd door één of meerdere leiders, en naarmate een clan groter is zijn er vaak meerdere co-leiders, die soms bepaalde rechten hebben zoals het plannen van een gebeurtenis of het uitnodigen van een nieuw lid. In sommige clans wordt een nieuwe leider door middel van een stemming gekozen.

## Motivatie

### Competitie
Door in een clan te gaan wordt het voor een speler mogelijk een spel op een hoger niveau te spelen. Spelers die lid zijn van een clan zijn over het algemeen beter in een spel dan spelers die niet in een clan zitten. Door in een clan te gaan is het mogelijk om tegen andere clans te spelen (een zogenaamde clanwar of scrim) wat vaak een grotere uitdaging biedt dan tegen normale spelers.

### Hulp
In sommige spellen kunnen spelers zich specialiseren in bepaalde gebieden. Door in een clan of guild te gaan kun je geholpen worden door andere spelers die zich gespecialiseerd hebben in andere gebieden dan jezelf.

### Sociale contacten
Vaak is het gewoon leuker om in een clan te spelen dan alleen. Het sociale aspect is voor veel spelers ook van groot belang, het komt voor dat leden van een clan elkaar ook buiten het spel om ontmoeten of afspraken maken, en elkaar persoonlijk leren kennen.

## Communicatie
Clans gebruiken vaak verschillende manieren om met elkaar te communiceren.

### Chat
Om te chatten wordt vaak gebruikgemaakt van programma's zoals IRC, MSN Messenger, Xfire, Teamspeak,Discord of GameSpy Arcade. Ook simpele ingame chatfuncties kunnen gebruikt worden.

### Forum
Bijna elke clan of guild heeft beschikking over een forum. Hierin kan worden gediscussieerd over hoe de clan functioneert en wat er staat te gebeuren. Ook wordt er meestal gewoon wat gekletst tussen leden onderling. Soms is het forum onderdeel van een clan-website. Dergelijke fora hebben doorgaans een publiek gedeelte en een gedeelte dat alleen maar zichtbaar is voor clan-leden. Hierdoor kunnen zijn vertrouwelijk onderling communiceren en wordt exclusiviteit van deelname aan een clan mede gestalte gegeven.

### Voice communicatie
Dit is communicatie via microfoon of headset. Er wordt gebruikgemaakt van programma's zoals Ventrilo, Teamspeak, Skype, Discord of een ingame-voicechat. Het belangrijkste voordeel van voice communicatie is dat men snel en duidelijk met elkaar kan overleggen. Dit is cruciaal in spellen waarin het winnen afhangt van een goede en snelle samenwerking. Voorbeelden hiervan zijn raids in een MMORPG of een clanmatch in een FPS of RTS.